# Medialuna (arena)

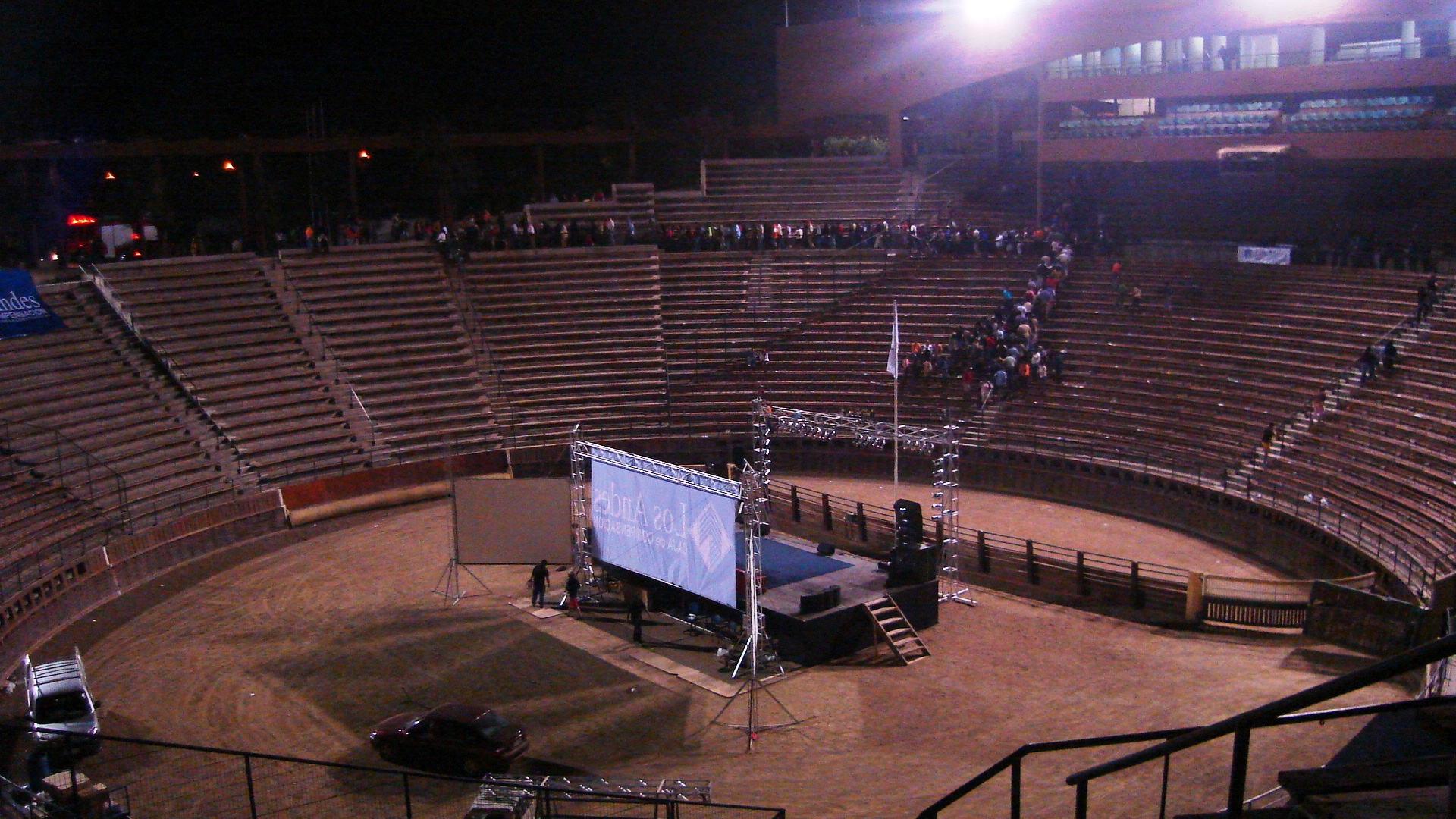
Medialuna de Rancagua

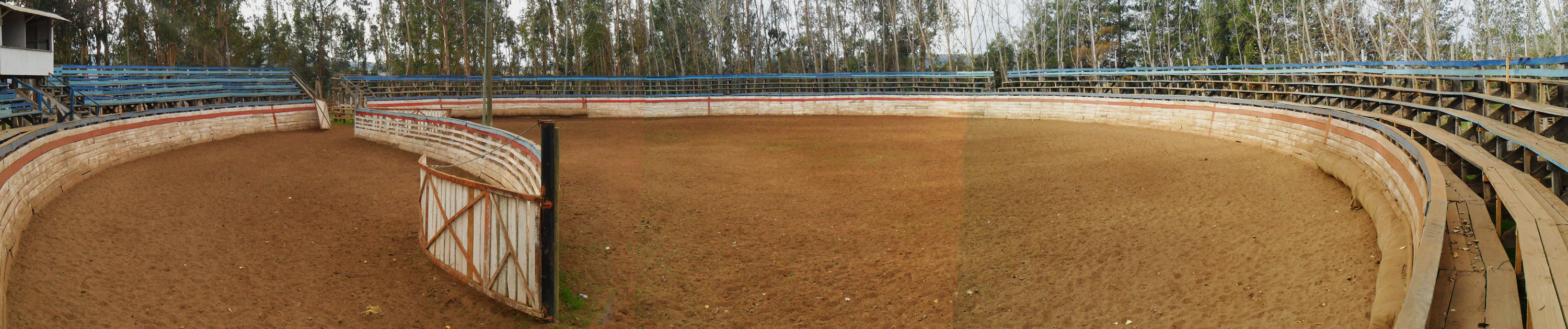
Medialuna de La Estrella

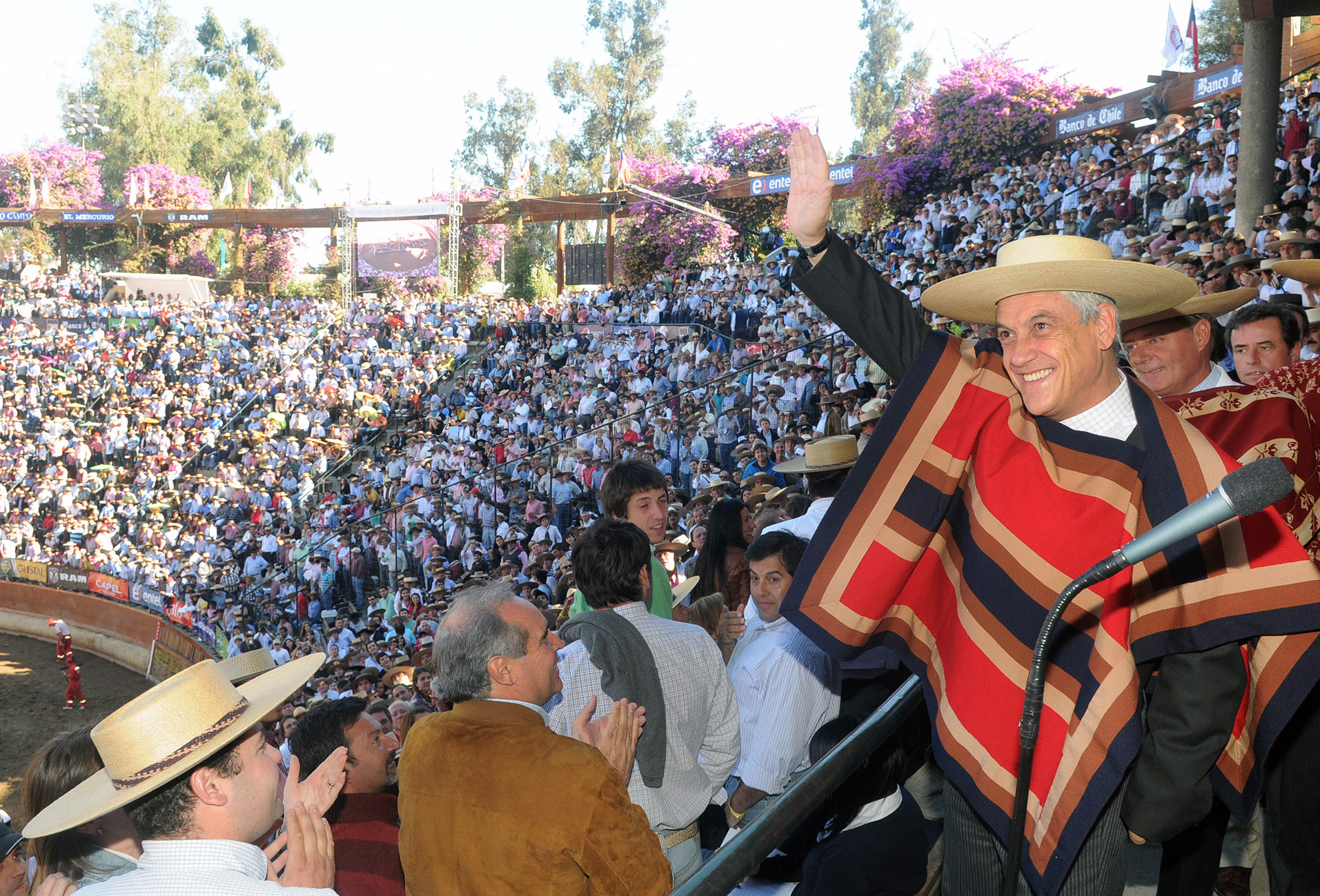
Sebastián Piñera in de medialuna van Rancagua

Een medialuna ('halve maan') is een ronde arena met een halfronde piste die wordt gebruikt voor de Chileense rodeo. Hierin rijden teams bestaande uit twee huasos op hun Chileense paarden en proberen een jonge koe klem te rijden tegen een halfronde wand die met strobalen of kussens bekleed is. Zij krijgen punten afhankelijk van het deel van de koe dat wordt vastgezet. In Chili behoort deze vorm van rodeo, die op het platteland al meer dan vierhonderd jaar wordt beoefend, sinds 1962 tot de nationale sporten.
De grootste en landelijk bekende medialuna staat in de stad Rancagua. Hier worden jaarlijks de nationale kampioenschappen, Campeonato Nacional de Rodeo, gereden. Ook vonden hier de tenniskampioenschappen van de Davis Cup plaats van Chili tegen Slowakije in 2006 en van Chili tegen Oostenrijk in 2009.
In Osorno bevindt zich de eerste overdekte medialuna. Tegen het einde van de twintigste eeuw won de Chileense rodeo ook aan populariteit in het buurland Argentinië en werd er een medialuna gebouwd in Mendoza.

## Grote medialunas
Lijst van grote medialunas, met aantal plaatsen:
- Medialuna de Rancagua (12.000)
- Medialuna de San Carlos (8.000)
- Medialuna de Malleco (7.000)
- Medialuna de Los Andes (6.000)
- Medialuna de Cautín (6.000)
- Medialuna de Atacama (6.000)
- Medialuna de Valdivia (6.000)
- Medialuna de Curicó (6.000)
- Medialuna de Pemuco (5.500)
- Medialuna de Talca (5.000)
- Medialuna de Linares (5.000)
- Medialuna de Arauco (5.000)
- Medialuna de Biobío (5.000)
- Medialuna de Osorno (4.800)
- Medialuna de Concepción (4.500)
- Medialuna de Cordillera (4.000)
- Medialuna de Aisén (4.000)
- Medialuna de La Serena (3.000)
- Medialuna de La Florida
- Medialuna de Peñalolén